# کاکتوس اختری
 آریوکارپوس فیساراتوس (نام علمی: Ariocarpus fissuratus) نام یک گونه از سرده آریوکارپوس است.